# 1901 Moravia
1901 Moravia este un asteroid din centura principală, descoperit pe 14 ianuarie 1972 de Luboš Kohoutek.